# Adrianus Joannes Maas
Adrianus Joannes Maas (Tilburg, 2 september 1893 - Roosendaal, 17 augustus 1958) was een Nederlands componist, dirigent, arrangeur en klarinettist.

## Levensloop
Maas was het oudste van negen kinderen van het echtpaar Joannes Maas en Maria van Berkel. Hij speelde op 9-jarige leeftijd al klarinet in de Koninklijke Harmonie Orpheus, Tilburg. Verder leerde hij autodidactisch het cello en het piano te bespelen. In 1913 werd hij klarinettist van het Stafmuziekkorps van het 3e Regiment Infanterie te Bergen op Zoom. Bij de toenmalige dirigent van deze militaire muziekkapel Jan Roelof van der Glas studeerde hij privé harmonie en instrumentatie. Toen in 1923 vanwege bezuinigingen vele stafmuziekkorpsen werden opgeheven vestigde hij zich in Roosendaal. Samen met 3 andere musici vormde hij Het Roosendaals Pianokwartet. 
Vervolgens was hij dirigent, soms ook (mede)oprichter van verschillende blaasorkesten in Noord-Brabant en Zeeland, zoals in Roosendaal (Koninklijk Erkend Stedelijk Muziekvereniging Erato Roosendaal, Muziekvereniging De Gildezonen Roosendaal, PTT–personeelsband Roosendaal), Achtmaal (Fanfareorkest St. Martinus Achtmaal), Bosschenhoofd (Harmonie Finis Coronat Opus Bosschenhoofd), Chaam (Harmonie St. Cecilia Chaam), Hansweert (Koninklijk erkende Muziekvereniging Scheldegalm Hansweert), Klundert (Fanfare Determino Klundert), Nispen (Koninklijk erkende Harmonie St. Caecilia Nispen), Oud Gastel (Gastelse Fanfare Oud-Gastel), Rucphen (N.E.O. Rucphen), Schijf (Muziekvereniging Kunst Na Arbeid uit Schijf), Stampersgat (Koninklijke Erkende Harmonie St. Cecilia Stampersgat), Wouwse Plantage (Harmonie Soli Deo Gloria Wouwse Plantage). 
Vanaf 1930 tot aan zijn dood was hij medewerker in de muziekuitgeverij Tierolff muziekcentrale. Hij was vanaf 25 juni 1923 gehuwd met Joanna van de Velde. Samen hadden zij vijf dochters.
Naast een groot aantal bewerkingen van klassieke en filmmuziek (Cuculino uit de film Gitarren der Liebe) voor HaFa-orkesten schreef hij ook eigen werk voor deze media.

## Composities

### Werken voor harmonie- of fanfareorkest
- 1930 N(ederland) E(n) O(ranje)-mars
- 1937 De Pelikaan, mars - opgedragen aan de bemanning van De Pelikaan (Smirnoff, Soer, Grosveld en Beukering)
- 1948 RBC-mars
- 1950 Landmans Genoegen
- 1950 Waroubi-mars
- 1952 Ziga-Mars
- 1953 Jhr. Th. Roëlmars
- 1953 Pour remercier
- Daar komen ze aan!, marsch-potpourri
- De nieuwe feestpotpourri nr. 1
- Je maintiendrai, mars
- Kaveewee-marsch - opgedragen aan de Kaveewee Sigarenfabrieken
- Scheldegalm - Echo de l'Escaut, mars
- V(lug) en L(enig)-mars
- Yvonne, ouverture